# Coux-et-Bigaroque-Mouzens
Coux-et-Bigaroque-Mouzens è un comune francese del dipartimento della Dordogna nella regione dell'Aquitania-Limosino-Poitou-Charentes.
È stato creato il 1º gennaio 2016 dalla fusione dei preesistenti comuni di Coux-et-Bigaroque e Mouzens.
Il capoluogo è la località di Coux-et-Bigaroque.